# Byun Ki Hyun
Byeon Ki-hyun (en coreano: hangul: 변기현, RR: Byeon Gi-hyeon, MR: Pyun Ki-hyun, AFI: [byon.gi.hyon]),  (nacido en 1978) es un dibujante de manhwa de Corea del Sur.

## Carrera
Se matricula en la Universidad de Sangmyeong, donde se gradúa en dibujo de manhwa en 2003. En su búsqueda de un trabajo, opta a participar en el Festival Internacional de la Historieta de Angulema en el que Corea es país invitado.
Ese año logra el Premio Joven Promesa Cómic coreano-japonés del Festival de Angouleme con la obra Fideos Negros, guion de Choi Kyu-Sok. Tras el premio, la obra se traduce al francés (Casterman) y se publica como tomo independiente. El éxito logrado con Fideos Negros propicia una asociación con Choi Kyu-sok y  Suk Jung-hyun, que ha conocido en el festival, con los que forma el taller “Metamorfosis en tres etapas”.
En 2004, el cuento corto Amor en la ciudad del yogur (compilado dentro de Lotto Blues) consigue el premio al mejor relato corto del Festival de Manhwa LG-Dong-a Ilbo y del Concurso de Manhwa Original de Seúl.
En 2006 es seleccionado para participar en la obra “Corea visto por 12 autores” publicado en francés, inglés y español (De Ponent). Consolidado ya como dibujante de cómic con temática social, en 2007 presenta Gato Z, que logra gran popularidad y se traduce al francés y al español (La Cúpula).
En la actualidad da clases en la Facultad de Manhwa de la Universidad de Sangmyeong.

## Obras
- 2003: Fideos Negros, con Choi Kyu-sok
- 2005: Lotto Blues
- 2006: Corea vista por 12 autores
- 2007: Gato Z
- 2009: Asesinos nocturnos, con J. M. Goum.

## Premios
- 2003: Premio Joven Promesa cómic coreano-japonés en Festival de Angoulême
- 2004: Premio al mejor relato corto del Festival de Manhwa LG-Dong-a Ilbo y del Concurso de Manhwa Original de Seúl por Amor en la ciudad del yogurt.
- 2004: Ganador del primer premio en la categoría de historia corta del Concurso de Manhwa Original de Seúl